# Pseudocercospora timorensis
Pseudocercospora timorensis är en svampart som först beskrevs av Mordecai Cubitt Cooke, och fick sitt nu gällande namn av Deighton 1976. Pseudocercospora timorensis ingår i släktet Pseudocercospora och familjen Mycosphaerellaceae.   Inga underarter finns listade i Catalogue of Life.